# 慕容翰
慕容翰（3世紀—344年），字元邕，昌黎棘陽（今遼寧義縣）鮮卑人。是慕容鮮卑的首領、遼東公慕容廆的庶長子，十六国时期前燕开国君主慕容皝的同父异母哥哥。為前燕宗室，亦時當時重要將領，官至建威將軍。

## 生平

### 鮮卑悍將
慕容翰性格雄壯豪放，多有謀略，且臂力過人，猿臂擅射。慕容廆對他的才能感到驚異，於是以其為將，以其克敵制勝。而慕容翰歷次出兵亦有功勳，聲威大振，遠近的人都畏憚他。永嘉五年（311年），慕容翰就勸慕容廆討伐在遼東作亂的附塞鮮卑素連及木丸津，慕容廆及後更以慕容翰為前鋒，斬殺兩人並平定亂事。太興三年（320年）慕容仁擊敗入侵的高句麗後，慕容翰更於次年（321年）獲慕容廆予鎮守遼東郡的重任，而慕容翰安撫當地人民，又愛儒學，在當地很有威信和恩惠，上至士大夫，下至軍人都愛戴他，而高句麗亦沒有再入侵。

### 出奔國外
咸和八年（333年），慕容廆逝世，慕容皝继位。因為慕容皝向來忌憚慕容翰，如今一直寵愛慕容翰的父親已死，慕容翰怕慕容皝容不下自己，因此帶著兒子叛逃段部鮮卑避禍。而因段部首領段遼早已聽聞慕容翰的才能，故此受到段辽器重。咸和九年（334年），段遼派段蘭與慕容翰進攻柳城，因慕容皝守將石琮堅守而不能攻破，但及後段蘭卻擊敗來援的慕容汗軍，並意圖乘勝追擊敗軍。慕容翰此時怕段蘭攻滅了慕容鮮卑，於是建議段蘭審慎行軍，以免孤軍深入離境而被伏軍所敗，更稱一旦貪功進擊而兵敗，將無面目返國。段蘭當時認為慕容皝必成擒，猜度慕容翰是怕他本國滅亡，於是說他會迎立當時據守平郭、與慕容皝對立的慕容仁為君，以承國祀；不過慕容翰堅稱自己已不考慮本國存亡了，而只為段部籌謀，更聲言要率自己部眾單獨還軍，逼使段蘭放棄追擊。及後段蘭仍未能攻破柳城，撤軍時更被石琮擊敗。
咸康三年（337年），慕容皝聯結後趙攻略段部鮮卑，至次年（338年）後趙進攻段部，而慕容皝則派軍攻略段部都城令支以北諸城。當時段遼打算追擊，但慕容翰認為慕容皝親自領軍前來，必家戰勝，於是要段遼專心對抗後趙，不要攻擊慕容皝。不過，段遼就因慕容翰在柳城力阻其追擊的事指斥慕容翰，於是率兵追擊，卻被慕容皝擊敗。同年，令支被後趙攻陷，段遼出奔密雲山，而慕容翰就投奔宇文鮮卑。

### 思戀歸國
慕容翰到宇文鮮卑後，自認為威名早著，終不會在宇文部平安獲全，於是顯得縱酒發狂，披頭散髮的大叫高呼。宇文鮮卑首領宇文逸豆歸相信，於是不限制他的行動，而慕容翰就肆意周遊當地，故當地山川地形和戰略要點的形勢全都清楚了解。後慕容皝派了一名叫王車的商人暗中見慕容翰，慕容翰見後並沒發言，只撫著自己胸口。王車回去後，慕容皝知慕容翰有歸意，於是命王車送弓矢給慕容翰。慕容翰及後就偷了宇文逸豆歸的駿馬，與兩個兒子一同逃歸前燕，宇文逸豆歸派百餘騎追捕，慕容翰遙對追捕的騎兵說不忍殺他們，要他們在百步外豎起佩刀而自己射一箭，若射中他們就回去；若不中，他們才繼續追。最終慕容翰一箭射中刀身上的的圓環，騎兵於是離開。慕容翰回前燕後，獲慕容皝禮待。
咸康八年（342年），慕容翰認為當時是消滅宇文鮮卑的時機，但高句麗亦在伺機侵略前燕，若進攻宇文鮮卑必將刺激他們來攻，於是建議慕容皝先攻高句麗，然後才回來消滅宇文鮮卑，一併消滅東邊後方的主要敵人，進圖中原。慕容皝同意，於是決定派兵進攻，慕容翰又以通往高句麗的北道平坦寬闊，高句麗知道前燕來攻必定派重兵駐守；相反南邊險峻狹窄，駐兵自當較北道少，於是建議慕容皝率主力從南道走，別遣偏時從北道分散兵力，出其不意，直取其都城丸都。慕容皝聽從，並在當年十一月正式出兵，以慕容翰和慕容垂為前鋒，另派王寓從北道引誘敵軍，最終在果然引高句麗精兵守北道，而慕容皝成功攻陷丸都，大掠而返。次年（343年），高句麗就向前燕稱臣。
高句麗向前燕稱臣後，宇文逸豆歸又派了國相莫淺渾來攻，但被慕容翰所敗，部眾皆被前燕所俘。建元二年（344年），慕容皝決心攻打宇文鮮卑，以慕容翰為前鋒將軍。當時宇文逸豆歸派大將
涉奕抵抗慕容翰，當時慕容皝以涉奕于勇冠三軍，建議慕容翰稍避其鋒芒；不過慕容翰熟知涉奕于為人雖有虛名但易對付，擊敗他更能擊潰宇文鮮卑士氣，不必退避，於是進攻。慕容翰親自出陣攻擊，涉奕于亦出來應戰，慕容垂於是在旁邀擊，陣斬涉奕于。涉奕于死後，宇文部士氣果然受創，不戰而潰，宇文逸豆歸敗死漠北，前燕吞併了宇文鮮卑。

### 弟忌致死
慕容翰在與涉奕于對戰時被流矢擊中受傷，臥病養傷了一段時間。傷漸癒後，就在家中試習騎馬，卻被人告發，認為他想背叛前燕。慕容皝其實向來都很忌憚其能力，聽後就賜死慕容翰。慕容翰從使者中得知後，對使者表示沒有感到憤恨，又自述想為國家平定中原，今天雖不能如願，但仍不感遺憾，順應命運。說後就服毒藥而死。

## 後代
- 慕容鉤，慕容翰子，前燕樂陵太守，被前燕青州刺史朱禿所殺。[6]